# Bodianus bathycapros
Bodianus bathycapros là một loài cá biển thuộc chi Bodianus trong họ Cá bàng chài. Loài này được mô tả lần đầu tiên vào năm 2006.

## Từ nguyên
Từ định danh của loài được ghép bởi hai từ trong tiếng Hy Lạp cổ đại: bathús (βαθύς, "sâu thẳm") và kápros (κᾰ́πρου, "heo rừng"), hàm ý đề cập đến việc loài bàng chài mõm lợn này sống ở vùng nước khá sâu.

## Phạm vi phân bố và môi trường sống
B. bathycapros là một loài đặc hữu của quần đảo Hawaii. Loài này được quan sát và thu thập ở độ sâu khá lớn, khoảng từ 165 đến 256 m.

## Mô tả
B. bathycapros có chiều dài cơ thể tối đa được ghi nhận là 45,6 cm. Cá trưởng thành có màu hồng nhạt, gần như trắng với khoảng 15 đường sọc ngang màu đỏ hai bên thân. Giữa thân có 3 dải sọc dày hơn; hai dải trên đứt đoạn thành các vạch. Vây lưng có màu hồng cam; có đốm đen bao quanh các tia gai thứ 7 đến thứ 10. Vây đuôi và vây hậu môn màu cam có viền trắng. Vây bụng trắng, phớt cam ở ngoài rìa. Vây ngực trong suốt.
Số gai ở vây lưng: 12; Số tia vây ở vây lưng: 11; Số gai ở vây hậu môn: 3; Số tia vây ở vây hậu môn: 12; Số tia vây ở vây ngực: 14–15.

### Trích dẫn
- Martin F. Gomon (2006). “A revision of the labrid fish genus Bodianus with descriptions of eight new species” (PDF). Records of the Australian Museum, Supplement. 30: 1–133. ISSN 0812-7387.